# Chalhuanca
Chalhuanca est une ville péruvienne, capitale du district homonyme et de la province d'Aymaraes, située dans le département d'Apurímac. Elle est située au sud du pays à 2 897 m d'altitude sur le versant oriental des Andes, aux abords de la rivière Chalhuanca, affluent indirect de rivière Apurímac. Elle compte une population de 27 857 habitants, qui œuvrent pour la plupart dans les milieux agricoles et miniers.

## Toponymie
Bien que l'Académie supérieure de langue quechua réfère l'origine étymologique du mot Challwanqa aux mots quechua challwa (« poisson ») et wanqa (« chanson »), concluant que cela signifierait « chant des sirènes », l'éminent linguiste Cerrón Palomino est d'avis que le nom de la ville de Chalhuanca signifie en fait « lieu de pêche », ce qui doit être compris comme venant des mots quechua challwa et -nqa.

## Loisirs
Chalhuanca est célèbre pour être l'un des meilleurs endroits au Pérou pour pratiquer toutes sortes de sports extrêmes, tels que le canoë.
Se trouvent également les baños de Pincahuacho où il est possible de se baigner dans des eaux thermales et médicinales.
Aussi, à 29 km à l'ouest de la ville de Chalhuanca, sur la route de Puquio, se trouvent sur des pentes plusieurs spécimens d'arbustes, tels que des Polylepis, des cactus et des broméliacées.

## Galerie

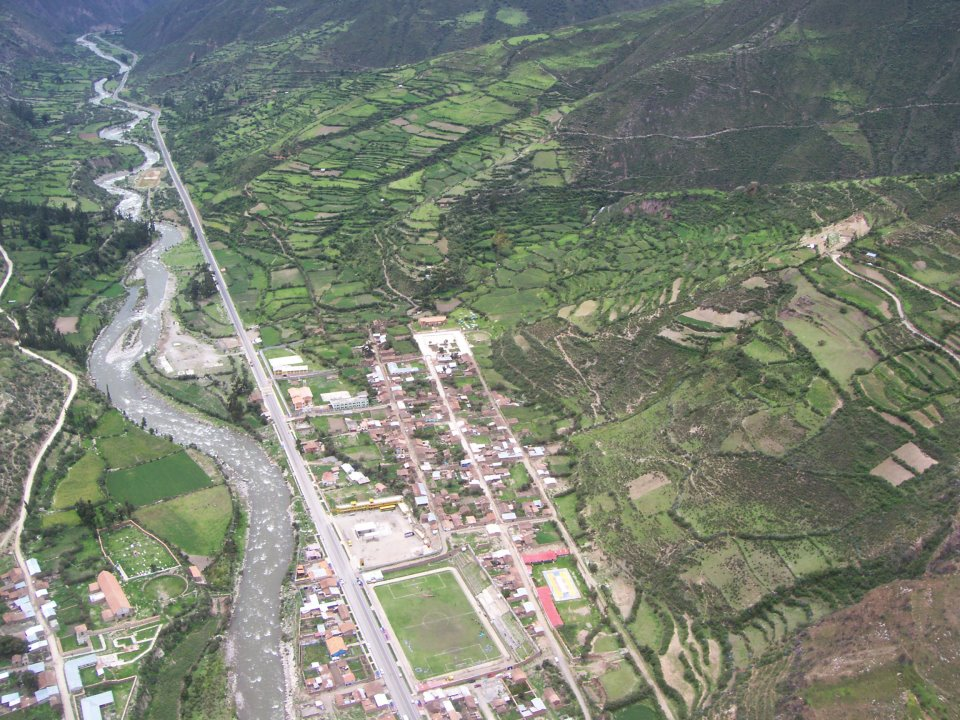
Vue aérienne de la ville.
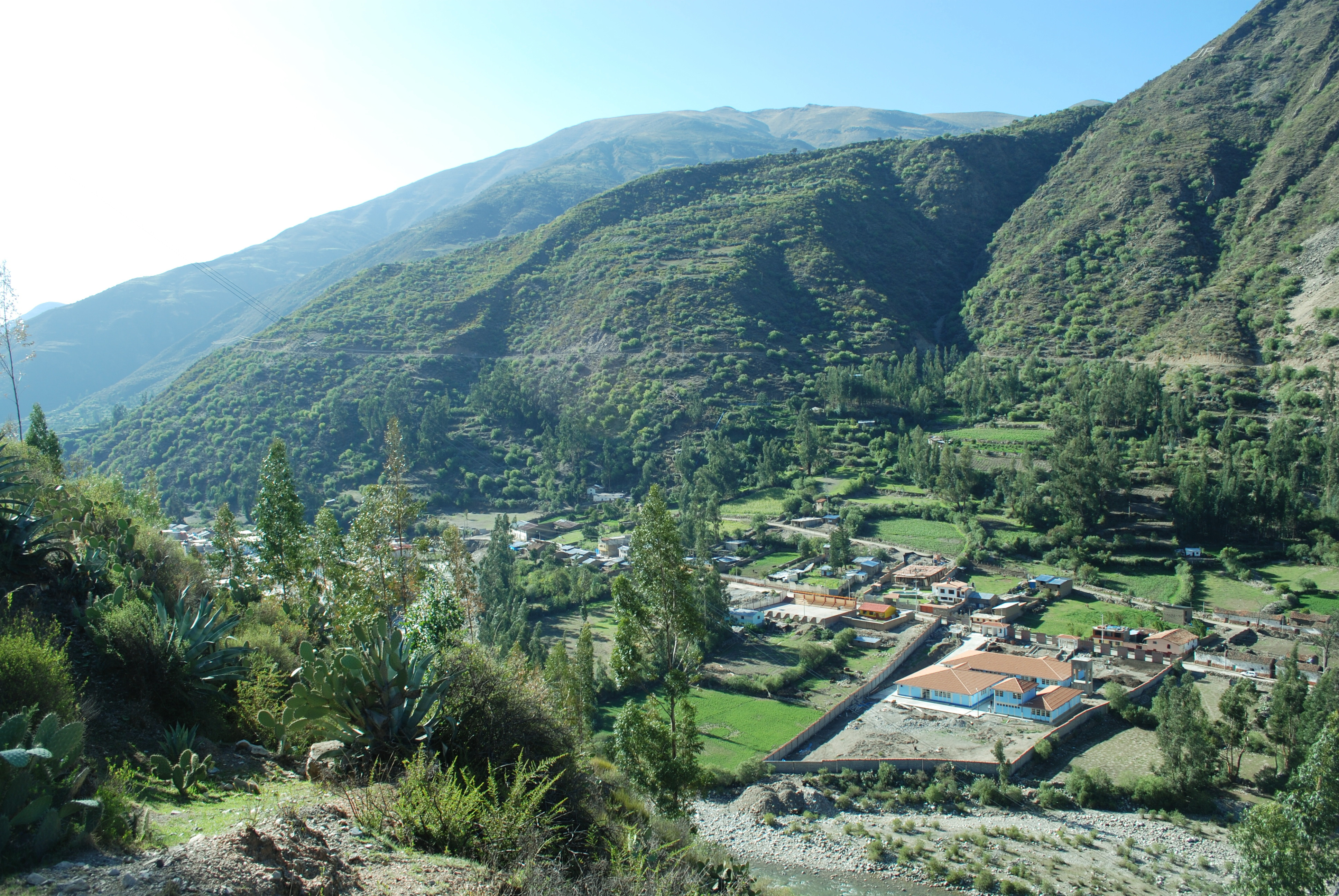
Hôpital de Chalhuanca.

## Personnalités liées
- Dina Boluarte, avocate et femme politique, première femme présidente de la République, à partir du 7 décembre 2022.